# Порог (Волховський район)
Порог (рос. Порог) — присілок у Волховському районі Ленінградської області Російської Федерації.
Населення становить 4 особи. Належить до муніципального утворення Хваловське сільське поселення.

## Історія
Згідно із законом № 56-оз від 6 вересня 2004 року належить до муніципального утворення Хваловське сільське поселення.

## Населення
| 1910 | 1997 | 2007 | 2010 | 2017 |
| ---- | ---- | ---- | ---- | ---- |
| 114  | ↘0   | ↗6   | ↘4   | →4   |